# Râul Câmpa
Râul Câmpa este un curs de apă, afluent al râului Jiul de Est. 